# 関西学院中学部・高等部
関西学院中学部・高等部（かんせいがくいん ちゅうがくぶ・こうとうぶ、英: Kwansei Gakuin Junior High School・Senior High School）は、兵庫県西宮市上ケ原に所在する私立中学校・高等学校。
通称「関学」（商標登録番号3033847）。

## スクール・モットー （校訓）
『Mastery for Service』が、学院全体のスクール・モットー（校訓）である。1912年に、商学部の初代学部長であったC・J・L・ベーツ（後の第4代院長）が提唱した。ベーツは、『Our College Motto. "Mastery for Service"』という文章を、『商光』第1号（1915年）に発表し、この校訓について解説をしている。関西学院の上ケ原移転後、学院全体のスクール・モットーとしてこの言葉は用いられるようになった。『Mastery for Service』は、1952年頃より『奉仕のための練達』と訳されるようになった。

## 校風

### 中学部
国際市民になるための教育が行なわれている。入学してすぐのキャンプで行なわれるメチャビーと呼ばれる泥んこラグビーが有名。戦後初代中学部長だった矢内正一の方針により、イギリスのパブリックスクールに範をとった教育を旨としている。水曜日、土曜日以外は授業に駆け足という時間がある。関西学院独自の聖書と読書の時間もある。道徳は聖書の授業となっている。

### 高等部
スパルタ式の中学部とは違い、高等部は自由教育を旨としている。ほとんどの生徒が、そのまま内部進学で大学に進学する。授業内容は受験的な暗記ではなく、なぜそうなったかを考えさせる式のもの。高等部の前身が大学予科（新制での大学教養部に相当）であったためか、第3学年度には、独・仏・韓国・中国語、経済学、法学、社会学、心理学などが選択可能。論文も必修。

## 教育の特色

### 英語教育
高校英語の基礎の上に英語を実際に使う訓練を行い、世界の人々とコミュニケーションをはかるための英語学習をめざし様々な工夫を行っている。 大きな特徴としては、英語を母国語とする外国人の先生が各学年に配置されていることや、「英語メディア教室」でCALL（Computer Assisted Language Learning）を活用して、日本にいながらにして国際人としての舞台に参加し、生徒自ら積極的にコミュニケーション能力を伸ばす環境が整っている。また、20人以下の「少人数クラス」採用で実践的な英語学習システムを導入している。 実用英語技能検定などの資格試験にも力を入れており、毎年多くの生徒が受験し、在学中に1級、準1級を取得する生徒がいる。「英語習熟度別クラス」では、英語が苦手な人は基礎から、海外経験があり高い英語力のある人には高いレベルの授業が受けられるようになっており、関西学院大学「英語インテンシブ・プログラム」を大学生に混じって受講する生徒もいる。

### キリスト教教育
キリスト教に則り、教育を行っている。

### 一貫教育
関西学院大学への推薦入学制度を土台にしている。定められた学業成績の基準を満たし、その人物、態度が推薦に値すると判断された場合は、面接試験によって関西学院大学各学部へ入学が許される。 

### 教育環境
スパニッシュ・ミッションスタイルで統一されたベージュ色の校舎群が緑の中に調和している。なかでも、1989年の関西学院創立百周年を記念して完成した高等部新校舎は、総工費40億円を費やして造られ、地上3階、地下2階、延床面積約17,000平方メートルを誇っている。新校舎内には、1,200名収容の高中部礼拝堂をはじめ、最新AV機器を備えた300名収容の視聴覚教室、情報教育の中核を担うメディア教室、300名収容の大食堂、近代的な設備を持つ図書館などの設備を完備している。教室においても、冷暖房を完備した21の普通教室、20以上の特別教室を持っている。

## エンブレムと校章
エンブレムは、当時学院を構成していた中学部（三日月）・神学部（聖書）・文学部（ペンと松明）・高商部（ヘルメスの杖）を表し、特に三日月は関西学院では「新月」と呼ばれ、学院全体のシンボルマーク（校章、学院章）ともなっている。これは、創生期の学生が自らはどうあるべきか思索に耽っていたところ、中天に輝く三日月に啓示を受け、「今は未熟だが、三日月がやがて満月となるように、日々少しずつ成長していこう」と悟ったのを学院が校章として採用したと言われ、月が自ら光らぬように、我々人間も神の御光を受け地上を照らせる存在となりたい、との願いも込められている。

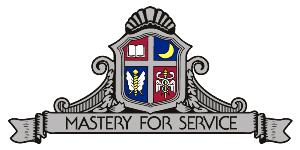
エンブレム
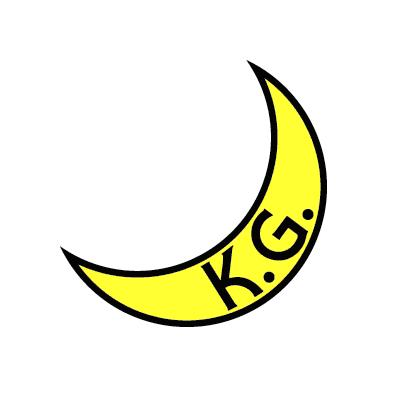
校章

## 校歌
最も代表的な校歌を記載する。
空の翼（作詞:北原白秋 作曲:山田耕筰）

風に思う空の翼
輝く自由 Mastery for Service
清明ここに道あり我が丘
関西 関西 関西 関西学院
ポプラは羽ばたくいざ響け我等
風 光 力 若きは力ぞ
いざ いざ いざ上ケ原ふるえ
いざ いざ いざ いざ上ケ原ふるえ

## 年間行事

### 中学部
- 4月　新入生オリエンテーションキャンプ

　　　千刈地方によるもの
- 5月　体育大会
- 6月　花の日礼拝
- 7月　青島キャンプ
- 8月　インド親善訪問旅行・オセアニア英語研修旅行
- 9月　文芸コンクール
- 11月　文化祭
- 11月　修学旅行・校外学習
- 11月　武庫川マラソン
- 12月　クリスマス
- 1月　弁論大会
- 3月　卒業式

### 高等部
- 4月　春の子ども会　子ども会（春の子ども会）は阪神間の養護施設、母子寮の子ども達を招待し、1日を楽しく過ごしてもらおうという催しである。現在は毎年4月29日（祝・昭和の日）に、高等部生有志が中心となり神戸女学院と合同で行われている。また、子ども達との交流を深めるため、グループでの施設訪問も実施している。
- 11月　文化祭　関西学院高等部では毎年秋に文化祭を開催している。日程は約1週間で、一般公開日は11月3日（祝・文化の日）である。昔の文化祭は文化部の研究発表がメインであったが、現在は文化部はもとより各クラスや有志によるサークルがなんらかの催しを用意して参加する形となっている。

## 沿革
関西学院全体の沿革は学校法人関西学院を参照。

### 普通学部・旧制中学部（旧制中学校）

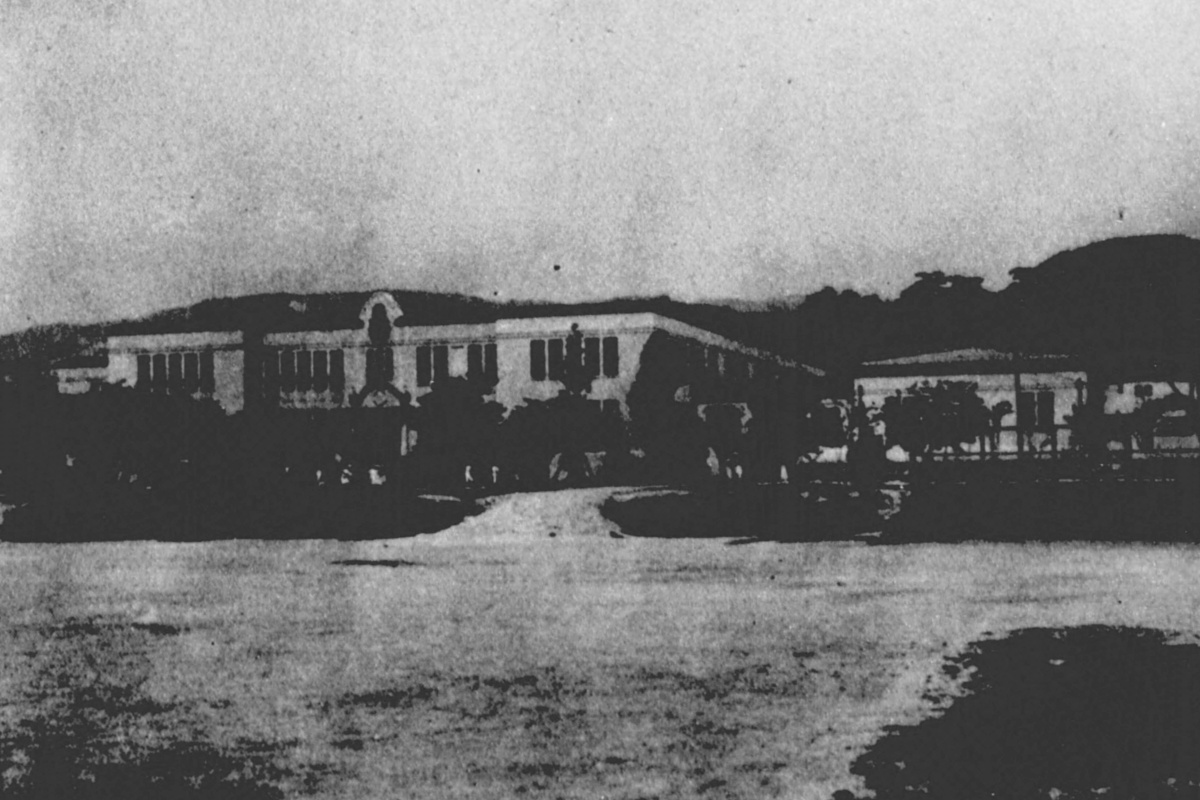
旧中学部校舎（1935年）

- 1889年（明治22年）アメリカ南メソヂスト監督教会から派遣された宣教師 W. R. ランバスが、神戸の原田の森に神学校を併設した旧制中学（普通学部）を設立
- 1894年 三日月の校章を制定
- 1899年 日本初の男声合唱団、グリークラブ誕生
- 1915年 普通学部を中学部に名称変更
- 1929年 西宮上ケ原キャンパスに移転（W. M. ヴォーリズによる設計・建築）
- 1933年 校歌『空の翼』を制定
- 1940年 太平洋戦争開戦のため、外国人宣教師が帰国
- 1941年 日本メソヂスト教会が日本基督教団に合同する
- 1947年 米国・カナダから宣教師が再来日
- 1948年 関西学院全体が新学制に移行

### 新制中学部
- 1947年（昭和22年）4月 - 新制中学部開設。矢内正一、中学部長に就任。
- 1951年（昭和26年）4月 - 校舎を前理工科校舎に移転。11月3日 第1回体育大会開催。
- 1953年（昭和28年）1月10日 - 第1回校内弁論大会開催。9月29日 第1回甲関戦（甲陽学院中学校とのスポーツ対抗戦）開催。
- 1956年（昭和31年）7月10日-14日 - 新入生千刈キャンプ開始。11月17日 校内合唱コンクール開始。
- 1959年（昭和34年）6月9日 - 中学部別館竣工。7月18日 中高共用プール竣工。
- 1962年（昭和37年）10月21日 - 牛窓町から無人島の青島を購入し、キャンプ場とする。
- 1963年（昭和38年）7月 - 読書指導のための推薦図書リストを作成。
- 1964年（昭和39年）11月10日 - 中学部体育館竣工。
- 1965年（昭和40年）4月1日 - 加藤秀次郎、中学部長に就任。
- 1966年（昭和41年）10月22日 - 中学部会館竣工。
- 1967年（昭和42年）4月1日 - 小林宏、高中部長に就任。
- 1970年（昭和45年）1月21日 - 第1回武庫川マラソン開催。
- 1977年（昭和52年）4月13日 - 7時限目の全校駆け足開始。
- 1983年（昭和58年）8月17日-28日 - 第1回インド親善訪問旅行。
- 1990年（平成2年）4月1日 - 中島貞夫、高中部長に就任。
- 1995年（平成7年）4月1日 - 尾崎八郎、中学部長に就任。現在、尾崎は啓明学院の校長である。
- 2001年（平成13年）4月1日 - 廣山義章、中学部長に就任。
- 2006年（平成18年）4月1日 - 安田栄三、中学部長に就任。
- 2009年（平成21年）8月 - インド親善訪問旅行が新型インフルエンザの影響で中止。球技大会・クリスマス祝会も中止
- 2011年（平成23年） - 中学部棟（新校舎）竣工。
- 2012年（平成24年）4月 - 初等部第1期生（開校時に入学した新3年生）が内部進学し、男女共学化[4]。

### 新制高等部
- 1948年（昭和23年）4月 - 新制高等学校開設。河辺満甕、高等学校長に就任。7月 関西学院高等部に改称。
- 1958年（昭和33年）4月 - 加藤秀次郎、高等部長に就任。
- 1959年（昭和34年）7月18日 - 中高共用プール竣工。
- 1960年（昭和35年）5月5日 - 学友会が福祉施設の児童を招待しての「こども会」を神戸女学院高等学部生徒会と共同で開催。
- 1962年（昭和37年）4月 - 石田巳代治、高等部長に就任。高等部新館竣工。
- 1967年（昭和42年）4月1日 - 小林宏、高中部長に就任。
- 1970年（昭和45年）6月 - 服装が自由化。
- 1977年（昭和52年）1月 - 2年生スキー旅行開始。3月 高等部体育館竣工。6月 校内合唱コンクール開始。
- 1978年（昭和53年）9月 - 第1回関関戦（関西大学第一高等学校とのスポーツ対抗戦）開催。
- 1989年（平成元年）9月1日 - 高等部新校舎・高中部礼拝堂竣工。
- 1990年（平成2年）4月1日 - 中島貞夫、高中部長に就任。
- 1995年（平成7年）4月 - 小村俊之、高等部長に就任。
- 2004年（平成16年）4月 - 澄田新、高等部長に就任。
- 2009年（平成21年）7月29日 - 70年ぶりの「夏の甲子園」出場決定。
- 2011年（平成23年）4月 - 石森圭一、高等部長に就任。
- 2015年（平成27年）4月 - 初等部第1期生が内部進学するのに合わせ、男女共学化[4]。

## 制服

### 中学部
制定セーター：紺色（女子は丈が短い）
制定カーディガン：白色
マフラー：制定品のみ着用可
オーバーコート、帽子は着用不可。ただし、雨天の際はレインコートなどの雨具を着用可。
通学用の靴は黒靴のみとする。

#### 男子
冬服：制定の学生服上下・ポロシャツ、および黒革靴。ベルトは黒で装飾がなされていないもの。
夏服：制定のポロシャツ・学生ズボン、および黒革靴。ベルトは黒で装飾がなされていないもの。

#### 女子
冬服：制定のジャケット・ブラウス・ジャンパースカート・スカーフ、および紺のハイソックス・黒革靴。ただし、ソックスの代わりに黒タイツを着用可。
夏服：制定のポロシャツ・スカート、および紺のハイソックス・黒革靴。
合服：制定のブラウス・ジャンパースカート・スカーフ、および紺のハイソックス・黒革靴。

### 高等部
2015年より共学化したため、完全制服制に移行した。

## 自治活動

### 中学部生徒会
中学部生全員が加入する自治組織「生徒会」が存在する。

### 高等部学友会
高等部生全員が加入する、生徒による自治組織『学友会』がある。これは、関西学院高等部の目指す人格教育の1つとして、大切な役割を果たしている。 生徒が、学友や教師と交わりながら、経験と思索を重ね、自らの自治能力を高めてゆけるように、様々な方策が行われており、ひとりひとりが、この学友会組織の内容を理解し、積極的に学友会に参加している。

#### ホームルーム・アワー
各クラス単位での自治活動の時間として正式に時間割の中に設けられている。 

#### アッセンブリー・アワー
毎週1回25分（水曜日）行われる。クラス単位での自治運動では、高等部全体に関わる問題については、代表者によって間接的にしか取り上げることができない。そこで、高等部生全員が集まってまとまりある自治運動が出来るようにとの配慮から特に設けられた時間である。
内容としては、 最近のクラスの生活や学校生活を通じての問題を話し合う。学友会本部等から、自治活動の諸行事その他について各HRで審議・検討を要求してくる問題を取り上げる。クラブ、サークルの連絡や表彰を披露する。文化祭などの行事について。・・・etcが挙げられる。 
ホーム・ルーム・アワーを通して、クラスの生活や学校生活の現実を知り、それらをより充実したものにするために自発的・自主的な活動を行うことで更に民主的な生活のありかたを身に付ける事が目標である。

#### 学友会総会
学友会総会は学友会における最高決議機関である。例年6月に全生徒が一堂に会し、学校生活に関わるさまざまな議題について討論、決議を行う。2012年度の総会において学友会定期総会を増やすことが決議され、年2回定期総会が開催されることとなった。

#### マスタリー
学友会誌「マスタリー」は高等部生自身の手で編集・発行されている、高等部のイヤーブックである。1964年（昭和39年）に創刊され、途中10年間の空白期間があったものの1978年（昭和53年）に復刊し、現在に至っている。

#### 委員会
関西学院高等部学友会には、現在7つの委員会が存在している。これら委員会は大きく2種類に大別される。まず1つは、クラス委員会と、その下に位置する礼拝委員会、美化委員会の3つである。これらはクラスから2名ずつ委員が選ばれ、その任に当たる。もう1つは、学友会の下に位置する運営委員会、管理委員会、ボランティア委員会、エコ委員会の4つである。これらは有志により成り立っている。近年は、毎回のアッセンブリーの準備（運営委員会）や、図書館の所在不明資料の捜索（管理委員会）など、各委員会が独自で考え、活動している。また、大掃除の際は美化委員会、クリスマス礼拝の時は礼拝委員会と各行事ごとに裏方で働いていることも。自治活動を体得してゆく上で、これらの組織で働くことは、クラブ活動に劣らず有意義なことである。

## クラブ活動

### 中学部
タッチフットボール、ラグビー、テニス、サッカー、野球が強豪として知られる。
各部活動の活動実績など
- タッチフットボール部 - 全国タイトルを歴代最多計8回(冬の全国中学選手権決勝（日本中学生アメリカンフットボール選手権）で歴代最多4回・春の全国中学選手権決勝（マリンボウル）で歴代最多4回)を誇る強豪である。甲子園ボールにも出場。
- 野球部 - 第32回全日本少年軟式野球大会に出場し、全国ベスト8となった。また、第42回全日本少年軟式野球大会に出場

#### 宗教総部
- J.H.C.
- グリークラブ(聖歌隊)

#### 文化総部
- 美術
- 図書
- グリークラブ
- 吹奏楽
- 理科
- 英語

#### 運動部
- サッカー
- 野球
- タッチフットボール
- ラグビー
- 陸上競技
- 水泳
- テニス
- 剣道
- バスケットボール
- 卓球
- ダンス
- バレーボール

### 高等部
関西学院高等部には各自がなるべく自分に適したクラブを選べるように、宗教部・文化部・運動部等、多数のクラブが設けてある。入部は強制ではないがほとんどの生徒がクラブに所属している。クラブ活動は、アメリカン・フットボール、ラグビー、剣道、陸上競技、野球、ダンス、吹奏楽などが強豪として知られる(記されていない各部活動も多くの活動実績を残している)。
各部活動の活動実績など
- アメリカンフットボール部 - 全国高校選手権決勝（通称クリスマスボウル）で歴代最多18回の優勝を誇る強豪である。
- 水泳部 - インターハイで総合優勝2回を達成した。
- ラグビー部 - 近畿大会出場、兵庫県総体3位などの実績を残している強豪である。
- 剣道部-インターハイ出場（女子個人）、近畿大会（女子）個人優勝、団体3位、兵庫県総体（女子）個人優勝・団体準優勝、（男子）団体3位などの実績を残している強豪である。
- 野球部 - 1895年（明治28年）9月創部。旧制時代に春夏一回ずつの優勝経験があるが、戦後は低迷時期が続いていた。近年はスポーツ推薦を実施、リトルリーグから多くの部員を集めた結果、1998年に63年ぶりのセンバツ出場を果たして以来、兵庫県内でも有力校の一つとなり、2009年には全国高等学校野球選手権兵庫大会で優勝し、70年ぶりに甲子園出場を決めた。第1回全国中等学校優勝野球大会から現代まで地区大会の皆勤出場をしている15校のうちの1校でもある。
- 陸上競技部 - 伝統的に指導者が不在であり、生徒が自主的に練習メニューの作成、組織の統制を行なっている。スポーツ推薦などは行わず、未経験者から中学時代、有名であった選手が入り混じり日々、切磋琢磨している。2010年には110MHで全国インターハイ5位に入賞。2012年、200Mと4x100mリレーで全国インターハイ出場。2013年、U18世界陸上に選手の1人が日本代表として選出。2014年、100Mと200Mで全国インターハイ出場。
- ダンス部 - 『春の日本高校ダンス部選手権』において、優秀賞をとっている。
- 吹奏楽部 - 2018年、第100回全国高等学校野球選手権記念大会に向け作成された福山雅治による楽曲『甲子園』のミュージック・ビデオ撮影に選ばれた5校のうちの1校として参加した[5]。

宗教総部
- 宗教

#### 文化総部
- 理科
- 写真
- 美術
- グリークラブ
- 吹奏楽
- コンピューター
- E.S.S.
- 映画
- 囲碁将棋
- 数理科学
- 社会
- 図書

#### 運動総部
- アメリカンフットボール
- ラグビー
- 剣道
- 野球
- 卓球
- 水泳
- テニス
- サッカー
- バスケットボール
- 陸上競技
- ゴルフ
- バレーボール
- ダンス

## 著名な出身者
- 古田敬郷 - TBSアナウンサー
- 岩崎利夫 - 元プロ野球選手
- 青池良正 - 元プロ野球選手
- 富樫淳 - 元プロ野球選手・中退
- 藤江清志 - 元プロ野球選手
- 岸敬祐  - 元プロ野球選手
- 坂本工宜  - プロ野球選手
- 矢形勝洋 - 元プロ野球選手、元阪急球団常務、1953年卒
- 山田耕筰 - 作曲家
- 永井柳太郎 - 戦前期の政治家
- 畠中光成 - 衆議院議員
- 宮内義彦 - オリックスグループCEO、元日本経団連評議員会副議長、日本取締役協会会長、日本プロ野球オーナー会議議長
- 菅井基裕 - 阪急電鉄社長
- 朝山貴生 - テックビューロ創業者、NEM財団理事
- 堀主知ロバート - サイバード創業者
- 村上一平 - 元日清製粉グループ本社社長、関西学院理事長
- 松原昭 - 駐マリ共和国特命全権大使、外務省研修所指導官
- 彭明敏 - 法学博士（パリ大学）、元台湾大学教授、元台湾総統府資政（上級顧問）
- 武田建 - Ph.D.（ミシガン州立大学）、関西学院大学学長・名誉教授、関西学院理事長、1950年卒
- 武光誠 - 博士（文学）（東京大学）、明治学院大学名誉教授、1966年中学部卒 ※高校は神戸高校
- 宮田満雄 - 名誉法学博士号（マウント・アリソン大学）、関西学院大学名誉教授、関西学院院長、聖和大学学長、1952年卒
- 戸田博之 - 経営学博士（神戸大学）、神戸学院大学名誉教授、元日本簿記学会会長、1952年卒
- 杉原左右一 - 商学博士（関西学院大学）、関西学院大学教授、1964年卒
- 則定隆男 - 商学博士（関西学院大学）、関西学院大学教授、1967年卒
- 井上達男 - 商学博士（関西学院大学）、関西学院大学教授、1979年卒
- 平松一夫 - 商学博士（関西学院大学）、元関西学院理事長、元日本会計研究学会会長、元金融庁企業会計審議会会長、1966年卒
- 柏岡富英 - Ph.D.（デューク大学）、京都文教大学教授、1968年卒
- 水木純一郎 - 理学博士（東北大学）関西学院大学理工学部教授。放射光学会元会長。
- 早藤貴範 - 理学博士（関西学院大学）、関西学院大学理工学部教授。
- 小谷穣治 - 医学博士（神戸大学）、神戸大学医学部教授、1979年卒
- 日野原重明 - 医学博士（京都帝国大学）、聖路加国際病院理事長、医学博士（京都帝国大学）、医師、文化勲章受章
- 齋藤真哉 - 商学修士（一橋大学）、横浜国立大学教授、内閣府公益認定等委員会参与、1978年卒
- 苫野一徳 - 教育学博士（早稲田大学）、熊本大学准教授
- 見市建 - 政治学博士（神戸大学）、早稲田大学教授
- 井上哲浩 - Ph.D.（カリフォルニア大学ロサンゼルス校）、慶應義塾大学教授、慶應義塾特選塾員
- 村上知彦 - 漫画評論家
- 村上公久 - 聖学院大学教授、1966年卒
- 今田寛 - 心理学者
- 高島忠夫 - 俳優
- 入川保則 - 俳優
- 団鬼六 - 作家
- キダタロー - 作曲家
- 芦川淳平 - 浪曲作家
- 村井勝 - 元コンパック会長
- 今東光 - 作家
- 稲垣足穂 - 作家
- 一瀬隆重 - 映画プロデューサー
- 辻史彦 - 朝日放送テレビ制作部・プロデューサー
- 岩本和弘 - 福井放送 (FBC) アナウンサー
- 瑠東東一郎 - 映画監督、ドラマ監督、1997年卒
- 橋本直 - お笑い芸人・銀シャリ
- 鎌苅健太 - 俳優、声優
- 佐々木一樹 - Jリーグ初代事務局長。2012年4月より、ジェイリーグエンタープライズ代表取締役社長[6]。
- 木下勲 - プロバスケットボール選手
- 梶川諒太 - サッカー選手
- 岸田裕樹 - サッカー選手
- 小樋山樹 - ラグビー選手
- 長野直樹 - ラグビー選手
- 德永祥尭 - ラグビー選手
- 徳田健太 - ラグビー選手
- 山内俊央 - ラグビー選手
- 桂二豆 - 落語家
- tofubeats - 歌手
- 初音夢 - 宝塚歌劇団花組娘役

## 提携校

### 高等部
- Brisbane Boys' College（オーストラリア）
- Kingswood School（イギリス）
- University School of Nashville（アメリカ）
- Saint Kentigern College（ニュージーランド）

## 友情校
- 甲陽学院中学校・高等学校
  - 甲関戦（スポーツ対抗戦）を毎年8月頃に開催。

## ランバス姉妹校
ランバス関係姉妹校 一覧（五十音順）
- 関西学院
- 啓明学院
- パルモア学院
- 広島女学院